# Cássio Freitas
Cássio de Paiva Freitas (Belo Horizonte, 31 de agosto de 1965) é um ciclista brasileiro, atualmente aposentado.

## Trajetória esportiva
Começou no ciclismo a partir de torneios colegiais em Minas Gerais; um senhor o viu competindo e o convidou a participar de seu clube, em 1983. Em 1985 passou a competir pela Equipe Pirelli, na qual ficou por cinco anos. Em 1990, seguiu para a Europa, onde ficou por dez anos.
Venceu a Volta a Portugal em 1992, representando o Boavista, sendo o único brasileiro que já ganhou a competição.
Participou três vezes da Vuelta a España, e também participou das Olímpiadas de 1988 em Seul, onde terminou em 20º na prova de estrada.
Participou, ainda, dos Jogos Pan-Americanos de 1995 em Mar del Plata, e dos Jogos Pan-Americanos de 1999 em Winnipeg.
Foi penalizado pela Confederação Brasileira de Ciclismo por doping, ao testar positivo na Volta Ciclística de Santa Catarina em setembro de 2002, com suspensão pelo período de dois anos, de 4 de dezembro daquele ano ate 3 de dezembro de 2004.
Correu pela Equipe Caloi até 2007, quando encerrou a carreira.
Em 2012 chefiou a equipe brasileira Funvic-Pindamonhangaba na Volta a Portugal. Ele também passou a comandar a seleção brasileira feminina de ciclismo de estrada em 2012.
Atualmente pedala por lazer e cuida do seu comércio, a Cássio Bikes.

## Palmarés
- 1987, 2000, 2001, venceu a Volta de Santa Catarina
- 1992, venceu a Volta a Portugal
- 1993, 1995, venceu a Volta ao Algarve
- 1996, venceu a Clássica Porto-Lisboa[8]
- 1998, campeão Sul-Americano de Estrada
- 2001, venceu o Campeonato Brasileiro de Ciclismo Contrarrelógio